# David Remnick
David J. Remnick (Hackensack, 29 de outubro de 1958), mais conhecido como David Remnick, é um jornalista, escritor e editor norte-americano. Ele foi repórter e correspondente pelo The Washington Post em Moscou, e ganhou um Prémio Pulitzer de Não Ficção Geral em 1994 pelo seu livro Lenin's Tomb: The Last Days of the Soviet Empire. No Brasil, foi editada pela Companhia das Letras em 2006, uma coletânea sua de perfis para a revista, que foi publicada dentro da Coleção Jornalismo Literário sob o nome Dentro da Floresta.
Remnick é editor da revista The New Yorker desde 1998. Ele foi nomeado "Editor do Ano" pela Advertising Age em 2000. Ele também atuou no conselho de administração da Biblioteca Pública de Nova Iorque e é membro da Sociedade Filosófica Americana. Em 2010, publicou seu sexto livro, The Bridge: The Life and Rise of Barack Obama.

## Juventude e educação
Remnick nasceu em uma família judia em Hackensack, Nova Jérsei, filho de Barbara (Seigel), uma professora de arte, e Edward C. Remnick, um dentista. Ele foi criado em Hillsdale, Nova Jérsei, em um lar judeu com, segundo ele, "muitos livros por aí". Ele frequentou a Yavneh Academy em Paramus. Remnick também foi amigo de infância do comediante Bill Maher. Ele frequentou a Pascack Valley High School em Hillsdale. Na Pascack Valley High School, ele estudou russo e, assim, foi inspirado a estudar também a política e a cultura da União Soviética.[carece de fontes?]
Ele se formou summa cum laude pela Universidade de Princeton em 1981 com um bacharelado na literatura comparada; lá ele conheceu o escritor John McPhee, foi membro do University Press Club e ajudou a fundar o The Nassau Weekly. Remnick concluiu uma tese de conclusão de curso de 122 páginas intitulada "The Sympathetic Thread: 'Leaves of Grass' 1855-1865". Remnick deu a entender que depois da faculdade ele queria escrever romances, mas devido às doenças de seus pais, ele precisava conseguir um emprego. Querendo ser escritor, ele conseguiu um emprego no The Washington Post.

## Carreira

### The Washington Post
Remnick começou sua carreira de repórter no The Washington Post em 1982, logo após se formar em Princeton. Sua primeira missão foi cobrir a United States Football League. Depois de seis anos, em 1988 tornou-se correspondente do jornal em Moscou, que lhe forneceu o material para a Lenin's Tomb. Ele também recebeu o Prêmio George Polk de excelência em jornalismo em 1993.

### The New Yorker
Remnick tornou-se redator da The New Yorker em setembro de 1992, após dez anos no The Washington Post.
O artigo de Remnick no The New Yorker de 1997, "Kid Dynamite Blows Up", sobre o boxeador Mike Tyson, foi indicado ao National Magazine Award. Em julho de 1998, tornou-se editor, sucedendo a Tina Brown. Remnick promoveu Hendrik Hertzberg, ex-redator de discursos de Jimmy Carter e ex-editor da The New Republic, para escrever os artigos principais em "Talk of the Town", a seção de abertura da revista. Em 2005, Remnick ganhou 1 milhão de dólares americanos por seu trabalho como editor da revista.
Em 2003, Remnick escreveu um editorial no The New Yorker no período que antecedeu a Guerra do Iraque dizendo que "os Estados Unidos estiveram errados, política e moralmente, sobre o Iraque mais de uma vez no passado... mas... um retorno a uma busca vazia de contenção será a opção mais perigosa de todas". Nos meses que antecederam a guerra, a revista também publicou vários artigos ligando Saddam Hussein à Al Qaeda, muitas vezes contando com fontes não identificadas, ou simplesmente o reivindicações do Secretário de Defesa Donald Rumsfeld, como prova. A revista recebeu algumas críticas por seu jornalismo nesse período. As alegações de que Hussein e a Al-Qaeda tinham uma relação operacional estreita eram falsas, conforme confirmado por numerosas fontes, incluindo um estudo militar dos Estados Unidos em 2008.
Em 2004, pela primeira vez em seus 80 anos de história, a The New Yorker apoiou um candidato presidencial, John Kerry.
Em maio de 2009, Remnick foi objeto de um extenso tópico no Twitter do ex-redator do The New Yorker Dan Baum, cujo contrato com a revista não foi renovado por Remnick. Os tweets, escritos ao longo de uma semana, descreveram a difícil relação entre Baum e Remnick, seu editor.
A biografia de Remnick do presidente Barack Obama, The Bridge: The Life and Rise of Barack Obama, foi lançada em 6 de abril de 2010. Apresenta centenas de entrevistas com amigos, colegas e outras testemunhas da ascensão de Obama à presidência dos Estados Unidos.
Em 2010, Remnick deu o seu apoio à campanha que pedia a libertação de Sakineh Mohammadi Ashtiani, a mulher iraniana condenada à morte por apedrejamento depois de ter sido condenada por adultério e ordenar o assassinato do seu marido pelo seu amante.
Em maio de 2014, Remnick serviu como orador de formatura na 160ª formatura da Universidade de Syracuse.

## Vida pessoal
Em 1987, Remnick casou-se com a repórter Esther Fein em uma cerimônia judaica na Sinagoga Lincoln Square, em Manhattan. Fein trabalhou como repórter do The New York Times e do The Washington Post. O casal tem três filhos, Alex, Noah e Natasha. Remnick é fluente em russo.